# Viktor, a Steampunk Adventure
Viktor, a Steampunk Adventure es un videojuego de aventuras de "apuntar y cliquear" desarrollado por Studio Spektar, con sede en Zagreb. Cuenta con un diseño cartoon y steampunk ubicado en una versión imaginada de Agram, en Austria-Hungría, donde los personajes son reemplazados por animales. La aventura sigue a Viktor, un jabalí desilusionado con su papel de conserje, y emprende un viaje para convertirse en el próximo Emperador de Austria-Hungría. Se lanzó por primera vez en Steam el 17 de marzo de 2017 en inglés.

## Jugabilidad
El núcleo del juego sigue la fórmula clásica de aventuras de apuntar y cliquear, pero con algunas innovaciones por sí solo. Por ejemplo, el juego se destaca por el uso de galimatías en los diálogos grabados, que se complementa con subtítulos en inglés. También utiliza registros musicales como objetos coleccionables, que pueden utilizarse para cambiar el fondo musical del juego. Todo el juego está plagado de minijuegos que a menudo utilizan instancias arcade y de reflejos.

## Desarrollo
El juego pasó por una campaña de Kickstarter sin éxito, pero se desarrolló a pesar de esto debido a la inversión y pasión de los desarrolladores en el proyecto. Uno de los desarrolladores explicó el proceso para elegir el escenario como "Cuando decidimos fragmentar el juego en varios episodios, era lógico que Viktor comenzara en Zagreb, o Agram en Austria-Hungría, que es en el mundo de Sven una zona industrial al estilo de principios del siglo XX, solo que con más robots y teléfonos móviles, en lugar de cucarachas".